# Cristiano Del Grosso
Cristiano Del Grosso (* 24. März 1983 in Giulianova) ist ein italienischer ehemaliger Fußballspieler.

## Karriere
Er lernte das Fußballspielen in der Jugend von Giulianova Calcio. Im Jahr 2000 wurde er in die Profimannschaft von Giulianova Calcio (Serie C1) aufgenommen und bestritt bis zum Saisonende sechs Ligaspiele. In den folgenden vier Jahren spielte er konstant bei Giulianova in der Serie C, musste jedoch in den Saisons 2002/03 und 2004/05 zwei zusätzliche Play Out-Spiele um den Ligaerhalt absolvieren, da man nur den 16. Rang erreicht hatte. In diesen gelang Del Grosso mit Giulianova jeweils der Ligaerhalt.
Im Sommer 2005 wechselte er in die Serie A zu Ascoli Calcio. In Ascoli Piceno erspielte er sich einen Stammplatz in der Verteidigung. Er beendete die Saison mit Ascoli auf dem 10. Rang, einer der besten Platzierungen der Vereinsgeschichte. Nachdem er 30 Partien bei Ascoli absolviert hatte, verließ er den Verein nach einem Jahr Richtung Sardinien. Er unterschrieb bei Cagliari Calcio, bei dem er eine schwierige erste Saison durchstehen musste. Cristiano Del Grosso erhielt immerhin 22 Einsätze in der Serie A, sein Klub kämpfte aber bis zum letzten Spieltag gegen den Abstieg. Mit 40 Punkten beendete man die Saison auf dem 17. Rang und sammelte nur einen Punkt mehr als Chievo Verona, die absteigen mussten. In der darauffolgenden Spielzeit gelang den Sarden mit 42 Punkten eine minimal bessere Platzierung, in der Del Grosso 17 Partien bestritt und wieder ohne Torerfolg blieb.
Im Sommer 2008 folgte der nächste Transfer: Cristiano Del Grosso schloss sich dem toskanischen Verein AC Siena an. Bereits in seiner ersten Saison bei den Toskanern erspielte er sich einen Stammplatz. Del Grosso absolvierte 30 Ligaspiele. Auch in der Saison 2009/10 gehörte Cristiano Del Grosso zu den Stammkräften bei AC Siena, stieg mit dem Verein jedoch in die Serie B ab.
2013 wechselte Del Grosso zu Atalanta Bergamo, wo er regelmäßig zum Einsatz kam. 2015 wurde er an den FC Bari 1908 verliehen, 2016 an SPAL Ferrara, mit der er in die Serie A aufstieg.
Im Sommer 2017 wechselte Del Grosso zum FC Venedig.

## Erfolge
- Meister der italienischen Serie B: 2016/17